# Inkoo-Virus
Das Inkoo-Virus (INKV) gilt taxonomisch als europäischer Subtyp der Spezies Orthobunyavirus jamestownense (früher Jamestown Canyon orthobunyavirus) der Familie Peribunyaviridae aus der Ordnung Bunyavirales. Das Inkoo-Virus wurde 1964 im finnischen Teil Kareliens entdeckt und nach der Gemeinde Ingå (Inkoo) als Ort der Erstisolierung benannt. Bislang ist eine Erkrankung beim Menschen nicht sicher belegt, auch wenn einige russische Studien einen Zusammenhang mit einer milden, viralen Enzephalitis vermuten. Das Virus wird durch Stechmücken der Gattung Aedes (A. communis, A. punctor) übertragen. Wie das Virus in der kalten nördlichen Hemisphäre innerhalb der Mückenpopulation persistieren kann, ist ungeklärt. Der Kontakt mit dem Virus kann serologisch durch den Nachweis von spezifischen Antikörpern belegt werden. Die Prävalenz von Inkoo-Virus-Antikörpern steigt in der Bevölkerung und bei Rindern an, je weiter nördlich sie sich befinden. Bei Menschen schwankt sie in Finnland zwischen 16 und 69 %, bei Rindern liegt sie bei 37 bis 88 % Serologisch konnte das Inkoo-Virus auch bei anderen größeren Säugetieren gefunden werden, so bei Rentieren, Füchsen und Elchen, selten bei kleineren wie Hasen und dem Haselhuhn (Tetrastes bonasia).

## Aufbau
Beim Inkoo-Virus konnten drei Strukturproteine nachgewiesen werden: Zwei Hüllproteine G1 (125 kDa) und G2 (35 kDa) sowie ein Nukleokapsidprotein (24 kDa). Das Virus kann in vitro in BHK-21 Zelllinien gezüchtet werden und unterliegt einem spezifischen Reifungsprozess im Golgi-Apparat, bei dem mehrere Glykosylierungsschritte erfolgen.

## Verwandtschaftsbeziehungen
Innerhalb der Spezies California encephalitis orthobunyavirus (mit ihrem Haupt-Typ Kalifornien-Enzephalitis-Virus) ist das Inkoo-Virus vom nahe verwandten anderen Subtypen wie dem Tahyna-Virus, Trivittatus-Virus und Melao-Virus in seinen antigenetischen Eigenschaften deutlich unterschieden, weist jedoch mit dem Jamestown-Canyon-Virus Kreuzreaktionen auf.